# Mukerezi
Mukerezi är ett vattendrag i Burundi som mynnar i Tanganyikasjön. Det översta loppet ingår i gränsen mot Tanzania.